# Krucze Skały (grupa skał)
Krucze Skały (niem. Rabenstein, 718 m n.p.m.)  – grupa skał w południowo-zachodniej Polsce, w Karkonoszach.

## Opis
Na grupę skał składają się dwie okazałe granitowe baszty o wysokości 30 metrów.
Na skałach można zaobserwować kociołki wietrzeniowe. Można na nich odnaleźć minerały, m.in niebieski i przeźroczysty szafir czy pegmatyt.

## Lokalizacja
Krucze Skały położone są na wysokości 718 m. n.p.m. na prawym brzegu cieku Kamienna w mieście Szklarska Poręba. W pobliżu skał przebiega droga krajowa nr 3.

## Turystyka
Skała stanowi dobry punkt widokowy. Znajdują się na niej barierki zabezpieczające. Na szczyt skał można się dostać bez konieczności spinaczki, leśnymi ścieżkami od ulicy Mickiewicza, odbijając kilkaset metrów od czerwonego szlaku prowadzącego z dworca Szklarska Poręba Górna na Szrenicę. Ze szlaku podziwiać skały z dołu.

## Ochrona
Do roku 1945 Krucze Skały były pomnikiem przyrody.